# Meliola leptospermi
Meliola leptospermi är en svampart som beskrevs av Hansf. 1953. Meliola leptospermi ingår i släktet Meliola och familjen Meliolaceae.   Inga underarter finns listade i Catalogue of Life.